# لورا تورن
لورا تورن (انگلیسی: Laura Thorn; تلفظ‌شده به صورت [ˈlɑʊ̯ʀa ˈto:ɐ̯n]، زادهٔ ۲۰ ژانویهٔ ۲۰۰۰) خواننده و آموزگار موسیقی اهل لوکزامبورگ است. او نمایندهٔ کشور لوکزامبورگ در یوروویژن ۲۰۲۵ با ترانه‌ای به نام «La poupée monte le son» است.

## ترانه‌شناسی

### تک‌آهنگ‌ها
| عنوان                    | سال  | بالاترین جایگاه جدول | آلبوم             |
| عنوان                    | سال  | ال‌یواکس              | آلبوم             |
| ------------------------ | ---- | -------------------- | ----------------- |
| «La poupée monte le son» | ۲۰۲۵ | ۱۲                   | تک‌آهنگ بدون آلبوم |